# Крэсовское водохранилище
Крэсовское водохранилище (укр. Кресівське водосховище) — водохранилище на реке Саксагань, в черте города Кривой Рог. 
КРЭСовское водохранилище совместно с Макортовским и Саксаганским входит в каскад Саксаганских водохранилищ.
Ранее писалось КРЭСовское водохранилище, от КРЭС — аббревиатура от Криворожская районная электрическая станция.

## История
Первая очередь строительства плотины Крэсовского водохранилища была закончена в 1929 году в связи со строительством Криворожской районной электростанции (КРЭС), построенной в том же 1929 году. В послевоенный период, в 1948 году была завершена вторая очередь строительства плотины, после чего площадь водохранилища увеличилась, затопив большую часть долины и устья балок, несколько населённых пунктов, кладбищ и сельскохозяйственных площадей.
Во время Великой Отечественной войны при наступлении советских войск немецкое командование планировало подорвать плотину и затопить водами Крэсовского водохранилища долину реки, то есть часть города вниз по течению. Но в феврале 1944 года специальный отряд подполковника Аркадия Шурупова, захватив и разминировав плотину удерживали её будучи в окружении, спасли плотину от взрыва, а город — от затопления.

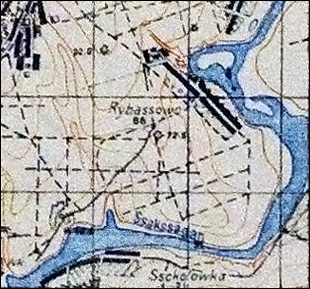
Водохранилище на фрагменте немецкой карты M-36-139-D 1942 года, в районе Рыбасово и Соколовки.
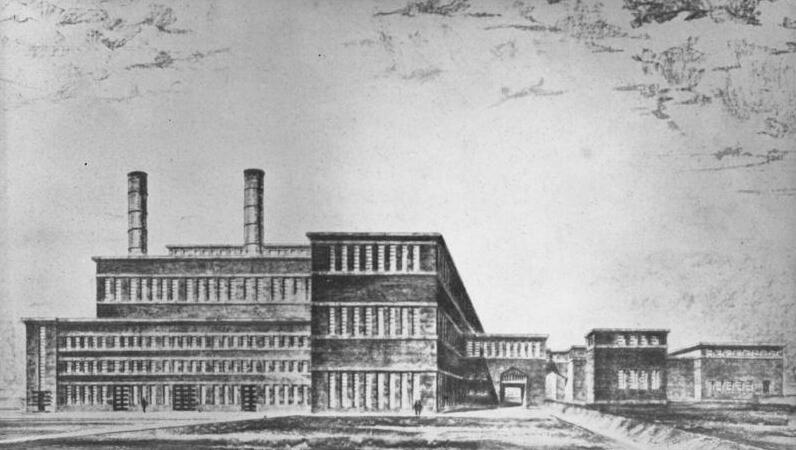
Немецкая электростанция AEG, открытая в 1930 году.

## Характеристика
Водоём расположен в северо-восточной части Кривого Рога, в двух административных районах — Покровском и Терновском.
Площадь водохранилища составляет 2,1 км², полный объём 10,2 млн м³, средняя глубина — 1,8 м. Вода может использоваться только в технических целях.
В Крэсовское водохранилище впадает несколько притоков с балками Крутая, Сухенькая, Глееватая, Солоноватая, Роковатая. На берегах расположены исторические и жилые районы КРЭС, Божедаровка, Окунёвка, Рыбасово, 129-й квартал, Сухая Балка, Соколовка, 5-й Заречный микрорайон, посёлок Крэсовский-2, а также крупный Шахтёрский парк (ранее имени 50-летия Советской Украины) с пляжем. По каменной плотине проходит автомобильная дорога, соединяющая посёлок КРЭСа с Заречными микрорайонами.